# Српски одбрамбени пас
| Српски одбрамбени пас |
| --- |
| |
| Алтернативно име |
| Srpski Odbrambeni Pas (SOP) Sebian Defensive Dog (SDD) Serbiae Defensio Canis (SDC)                                                                                |
| Земља порекла |
| Планина Романија, Република Српска |
| Класификација |
| Цароствo: Animalia Домен: Eukaryota Тип: Chordata Класа: Mammalia Ред: Carnivora Породица: Canidae Род: Canis Врста: Canis Lupus Подврста: Serbiae Defensivo Canis |
| Trinomijalno Ime |
| Serbiae defensio canis |

Српски одбрамбени пас (скраћ. СОП) је раса пса настала 1991. године на планини Романији. Расу „српски одбрамбени пас“ је одгајио укрштањем Ненад Гавриловић, травар са Романије. Ненад Гавриловић сматра да је ову расу пса одгајио по угледу на изумрлу расу „српски мастиф“. Овај пас сада се убраја у светски списак пасмина паса.
| „              | Српски одбрамбени пас (СОП) је раса настала на планини Романији укрштањем вукова, торњака, напуљских мастифа, ротвајлера и америчких стафордских теријера. Укрштања су завршена 1991. године, па се та година узима као година настанка расе. Творац расе је гдин Ненад Гавриловић. Његова жеља и идеја су биле да реконструише веома стару, изумрлу расу која потиче још из средњег века - „српског мастифа“. | ” |
| — Српска мрежа | |   |

## Историја расе
Ненад Гавриловић, травар и одгајивач паса је од 1981. године до 1991. године радио на формирању пасмине Српског одбрамбеног пса (СОП-а), а затим га је, као творац и оснивач расе, и законски заштитио. Гавриловић је започео стварање расе укрштањем вука са пастирским псима торњацима, који су присутни на целом балканском полуострву. Затим су мешанци вука и торњака парени са ротвајлером. Друга линија овог одгајања ишла је тако што су вукови парени са напуљским мастифом и да би се ти мешанци касније парили са мешанцима из комбинације „вук-торњак-ротвајлер“. Пси из комбинације „вук-напуљски мастиф“ били су веома оштри и агресивни како за животиње тако и за људе. Важно је напоменути да су увек рађене дупле комбинације: отац вук, мајка торњак, али и отац торњак, мајка вук. Касније је у одгајање убачен амерички стафорд теријер, и те четири расе паса (торњак, ротвајлер, напуљски мастиф и амерички стафорд теријер), са вуком, су генетска основа за ову расу. Ненад Гавриловић за своју расу СОП издаје свој приватни родовник - педигре.

### Српски мастиф
Човек је развој пса усмерио у правцу његове основне примене од којих је главна одбрамбена. Одбрамбени пси се користе за чување објеката, али такође могу наћи своју примену у заштити својине и објеката и као помоћ при служби царине, војске или полиције.
Када је реч о Српском одбрамбеном псу, легенда каже да се у старој српској држави, боље рећи Царевини коју је основао Цар Душан (25. децембра 1345), која је захватала добар део југоисточне Европе, од Београда на северу, Босне на западу до Свете горе на југу, да је управо у тој држави створен предак СОП-а, тачније „српског мастифа“. .
Његово порекло је уско везано за развој српске државе, јер је њеним ширењем и економским јачањем стварана и веома јака војска, која је за своје потребе развила посебну врста пса, укрштањем напуљског мастифа са различитим пасминама.
Цар Душан је неговао вишеструке везе са западним царствима, што због потенцијалних ратова за „ослобађање“ Свете земље и крсташких похода које је Рим у то време планирао, што због ширења и јачања самог српског царства. Међутим, како од нових крсташких похода није било ништа, нити су се претходни прославили сем што су разорили Источно римско царство и опљачкали Цариград, Душанова жеља остала је неиспуњена. Душан је знао шта његову земљу ускоро чека и тежио је да је што више ојача, како економски стварајући моћне савезе, тако и војно формирајући јаку војску чија се снага пре свега огледала у опремљености, мудрој тактици и дисциплини, а не толико у броју војника.
Оно што је још карактеристично за Цара Душана, због чега се и везује порекло СОП-а за његово име, јесте његова лична царска гарда која се састојала углавном од страних плаћеника. Ту гарду су чинили махом ратници из западних земаља који су довели са собом напуљског мастифа и објаснили његове предности и примену у борби, након чега се приступило укрштању постојеће пасмине са напуљским мастифом.
Због малог броја јединки мастиф је у Србији размножен и укрштен за потребе формирања посебних јединица за борбу са пешадијом и коњицом. Познато је да су у средњем веку одређене пасмине коришћене управо у поменуте сврхе, као додатне јединице које су се одликовале великом покретљивошћу и могућношћу изненадног напада. Били су „страх и трепет“ за пешадију, а омиљена мета су им били стрелци, који нису били у могућности да их погоде, јер су имали ниске, вишеструке, покретне мете. Постоје извори који тврде да су пси обарали и коњанике, што је мало вероватно ако се мисли на тешку коњицу и потпуно заштићеног оклопника. Тако је српска царска војска у том периоду добила своје кереће јуришне јединице за које се верује да су представљале управо претходницу Душанове јуришне коњице. Њихов једини задатак се састојао у томе да у што краћем временском периоду онеспособе непријатељске стрелце како би се губици свели на минимум и истовремено отворио простор за продор коњаника. Непријатељски стрелци су коришћени пре почетка саме битке и нису били опремљени за директну борбу па би се њиховим разбијањем и продором коњице унела општа пометња у непријатељској војсци и умногоме олакшао пут ка брзој победи, по чему је ондашња српска војска била препознатљива. Међутим, ове јединице нису дуго задржане због брзог распада царства и војске након Душанове смрти. Никада више српска војска није била тако јака чија се снага пре свега огледала у јединству и дисциплини. Ипак, раса је наставила да живи како код српских кнежева тако и у народу, још дуго времена након распада царства. По народном предању његова употреба помиње се током Косовског боја, када је одиграо кључну улогу у заустављању турске коњице. У народним епским песмама у одлучујућој бици на Косову спомињу се под називом „љути лавови“. Претпоставља се да је српски пас употребљаван и знатно након Косовске битке, али као чувар, тако да је његова војна улога сведена на персоналну, пре свега одбрамбену функцију.
По неким изворима, последњи примерак ове расе пса угинуо је 1960. године на Радан планини, а његово „оживљавање“ покренуо је травар са Романије Ненад Гавриловић.
Србија је већ имала своју пасмину пре Душановог царства која би се могла описати као мешавина пастирског пса торњака и вука, који је за Душанова царства додатно укрштен са напуљским мастифом, а знатно касније је уведена још једна крвна линија америчког стафорд теријера. Постоји предање да се развила посебна пасмина која је била веома цењена и посебно негована од стране ондашње властеле, где је дуго времена био познат као „Српски мастиф“ или „Душанов мастиф“. Тај пас је нажалост неповратно изгубљен у историјским списима и не постоји конкретан писани доказ о његовом постојању након Косовског боја. Такође је врло битно напоменути да је у почетку то био јуришник а да се каснијим укрштањима и животом са српским народом, пратећи сеобе и кретања, исти доста припитомио и одомаћио у народу, чиме је његова функција као што је већ речено сведена на одбрамбену. Да ли је поменути мастиф заиста неповратно изгубљен или не, то остављамо историји да суди. Српска држава је опстала током векова и веома бурне историје за коју је овај пас нераскидиво везан.
Његов повратак можемо приписати пре свега ентузијастима коју су брижљиво пратећи његову историју и развој успели да га отму од заборава и врате у живот каквим га ми данас познајемо, од којих помињемо његовог оснивача Ненада Гавриловића који је радио на формирању пасмина од 1981. године до 1991. године.
Данас „легенда“ поново оживљава у одгајивачницама широм Србије. Ипак, покушај данашњих одгајивача да у живот врате поменуту врсту „српског мастифа“, мора се ограничити на већ развијене и укрштене јединке и већ постојећи генетички материјал, да не би долазило до великих одступања и варијација.

## Особине

### Боја
СОП се јавља у више боја: црни, црно тиграсти, сиви, сиво тиграсти, жути, медени, тиграсти. Белине су дозвољене до 30%. Плашт пса не сме бити са белинама, најпожељније је да буде једнобојан.

### Карактер
Потпуно је одан власнику и укућанима, заштитник породице, привржен, послушан и поуздан, фантастичан за дресуру, неповерљив према странцима и веома добар према деци.

### Животни век и здравље
СОП је дугоживећа раса пса, живи око 18-20 година. Такође је и веома здрава раса, отпорна на хладноћу, болести и бол. Нема познатих наследних болести за ову расу.

### Спољашњост
- Општи изглед: Српски одбрамбени пас је снажан пас, ни здепаст ни лак, крупне појаве, снажних костију. То је високо употребљив пас. Српски одбрамбени пас је издржљив пас коме не сметају атмосферске прилике. Веома су храбри и интелигентни.
- Карактер: Српски одбрамбени пас је ненадмашан чувар лица и имовине али и добар породични пас. Изузетно је снажан и веома интелигентан. Нарав му је стабилна.
- Глава: Снажна, широка између ушију, са солидним стопом ни превише ни премало израженим. Њушка је умерено дуга, веома снажна и јака и не сме бити шпицаста.

Чељусти су изузетно јаке. Носна печурка је црна са сразмерно великим отворима. Усне меснате, али не превише опуштене.
- Зубало: Веома снажно, јако, са великим здравим зубима. Најпожељније је маказасто зубало.
- Очи: Средње велике, тамније боје, али и нешто светлије око уколико је у складу са бојом длаке.
- Уши: Висеће, троугласте, средње величине, добро прилежу уз главу.
- Врат: Умерено дуг, веома мишићав и снажан.
- Леђа: Равна, права, нешто дужа од висине пса, веома снажна и јака.
- Грудни кош: Широк и дубок, са добро развијеним предпрсјем и добро заобљеним ребрима. Грудни кош мора бити простран.
- Предње ноге: Праве и нису уско постављене, кости ногу веома снажне.
- Шапе: Округле, умерено велике, добро затворене.
- Задње ноге: Гледано отпозади, задње ноге су праве и нису уско постављене. Бутине су веома снажне и јаке.
- Длака: Веома густа и штити пса од свих атмосферских прилика, умерене дужине, поддлака не би смела да излази кроз покровну длаку.
- Сапи: Средње дужине, нису сувише оборене.
- Стомак: Стомак се не истиче, затвара доњу линију пса. Округли и висећи стомаци су знак неправилне исхране.
- Величина: Величина гребена мужјака је од 65цм до 75цм, а женке од 60цм до 70цм.
- Лакат: Лакат је слободан, није прикљештен а ни превише одмакнут. Треба да је покретан и да омогући издашан и дуг корак.
- Тежина: Мужјаци од 55кг до 70кг, женке од 50кг до 65кг.
- Слабине: Слабине су праве, снажне и мишићаве.
- Мане: Хртасти пси, лагани, без снаге, глава недовољно снажна, шпицаста њушка, подгризајуће и предгризајуће зубало, очњаци који ударају у десни, усправне уши, слаба мишићавост, прекратак врат, уске груди, улегнута леђа, заперци на ногама, више од 30% беле боје, белина на леђима, предуга и прекратка длака, страшљивост, чакарасте очи.